# Chris Jones (rugbista)
Christopher Michael Jones (Manchester, 24 giugno 1980) è un ex rugbista a 15 internazionale per l'Inghilterra, gran parte della cui carriera, nel ruolo di seconda linea, si svolse nel Sale Sharks, squadra alla quale sono legati i suoi successi di club.

## Palmarès
- Premiership: 1
Sale Sharks: 2005-06
- Challenge Cup: 2
Sale Sharks: 2001-02; 2004-05